# Robert Heymann
Robert Heymann (ur. 1901, zm. 1963) – niemiecki pisarz, autor powieści kryminalnych i westernów.

## Życiorys
Jego ojcem był Robert Heymann (1879–1946) również powieściopisarz oraz dramaturg, scenarzysta i reżyser filmowy.
Heymann jr. publikował pod pseudonimami: Fred Roberts, Robert Arden, Sir John Redcliffe, Toddy Breit. Był autorem ok. 130
powieści, często publikowanych również w czasopismach. Pewna liczba jego książek wydana była w Polsce w okresie międzywojennym przez Księgarnię Arnolda Bardacha we Lwowie, w cyklu Biblioteka Dzikiego Zachodu. Nosiły one tytuły: Przysięga Andy Bennetta, Wyklęty z Rio Grande, Jeźdźcy w Arizonie, W szponach „Stepowych Wilków, Szalony cowboy, Niesamowita kraina, Zdrada w campie, Dolina łaski, Tex Connel, Robin Blackett, Prawo granicy, Poszukiwacze srebra, Jeźdźcy prerii, Ludzie z Rest-Creeck, Walka o honor.
Na początku lat 90. kilka z tych powieści zostało wznowionych przez szczecińskie wydawnictwo „Glob”.